# Kozí hůra
Kozí hůra este o arie protejată (arie specială de conservare — SAC, sit de importanță comunitară — SCI) din Republica Cehă întinsă pe o suprafață de 230,58 ha, integral pe uscat.

## Localizare
Centrul sitului Kozí hůra este situat la coordonatele 50°07′18″N 15°18′49″E / 50.121667°N 15.313611°E.

## Înființare
Situl Kozí hůra a fost declarat sit de importanță comunitară în noiembrie 2009 pentru a proteja un număr necunoscut de specii din flora spontană și fauna sălbatică aflate în arealul zonei. Situl a fost protejat și ca arie specială de conservare în august 2018.

## Biodiversitate
Situată în ecoregiunea continentală, aria protejată conține 3 habitate naturale: Pajiști uscate seminaturale și facies de acoperire cu tufișuri pe substraturi calcaroase (Festuco-Brometalia) (* situri importante pentru orhidee), Păduri acidofile de stejar bătrân cu Quercus robur pe câmpii nisipoase, Păduri de stejar și carpen Galio-Carpinetum.
La baza desemnării sitului se află un număr nedeclarat de specii protejate.